# William S. Morgan
William Stephen Morgan (* 7. September 1801 im Monongalia County, Virginia; † 3. September 1878 in Washington, D.C.) war ein US-amerikanischer Politiker. Zwischen 1835 und 1839 vertrat er den Bundesstaat Virginia im US-Repräsentantenhaus.

## Werdegang
Der im heutigen West Virginia geborene William Morgan besuchte die öffentlichen Schulen seiner Heimat und betätigte sich danach in der Landwirtschaft. In den 1820er Jahren schloss er sich der Bewegung um den späteren US-Präsidenten Andrew Jackson an und wurde Mitglied der von diesem 1828 gegründeten Demokratischen Partei. Im Jahr 1832 kandidierte er noch erfolglos für den Kongress.
Bei den Kongresswahlen des Jahres 1834 wurde Morgan dann aber in das US-Repräsentantenhaus in Washington gewählt, wo er am 4. März 1835 sein neues Mandat antrat. Nach einer Wiederwahl konnte er bis zum 3. März 1839 zwei Legislaturperioden im Kongress absolvieren. Seit 1837 war er Vorsitzender des Committee on Revolutionary Pensions. Im Jahr 1838 verzichtete er auf eine weitere Kandidatur.
Zwischen 1841 und 1844 saß Morgan im Abgeordnetenhaus von Virginia. Ansonsten bekleidete er einige Verwaltungsstellen, unter anderem bei der Kongressverwaltung und beim Parlament von Virginia. Zwischen 1845 und 1861 arbeitete er für das Bundesfinanzministerium und danach bis 1863 für die Smithsonian Institution. Er verbrachte seinen Lebensabend in Rivesville (West Virginia) und starb am 3. September 1878 während eines Besuchs in der Bundeshauptstadt Washington. William Morgan wurde auf dem dortigen Kongressfriedhof beigesetzt.